# Наньянский технологический университет
Наньянский технологический университет (англ. Nanyang Technological University, сокращённо англ. NTU (НТУ); кит. трад. 南洋理工大學, упр. 南洋理工大学, пиньинь Nányáng Lǐgōng Dàxué, сокращённо кит. упр. 南大, пиньинь Nándà; малайск. Universiti Teknologi Nanyang; там. நன்யாங் தொழில்நுட்ப பல்கலைக்கழகம்) — главный технологический университет Сингапура. Он предлагает широкий выбор технологических и экономических дисциплин. По международному совокупному рейтингу Times Higher Education Supplement (THES) НТУ занял 77 место среди университетов мира в 2007 году и 69 место в 2008 году.
В 2022 году Наньянский Технологический университет занимает почетное 12 место в мире в авторитетном рейтинге QS. 
https://www.topuniversities.com/student-info/choosing-university/top-universities-singapore-nus-vs-ntu
НТУ является членом-основателем Всемирного союза технологических университетов.
Его основной кампус и сад (Yunnan Garden campus) занимает 200 гектар на юго-западе острова. Это крупнейший кампус в Сингапуре с 16 корпусами общежитий для студентов и холлом для докторантов. НТУ стал Олимпийской деревней для первых Юношеских олимпийских игр в Сингапуре в 2010.

## Колледжи, школы и институты
НТУ имеет 4 колледжа, состоящие из 12 школ. Из них 6 школ, специализирующихся на технологических инновациях, принадлежат к Инженерному колледжу, всемирно известному подготовкой специалистов. Колледж естественных наук — передовое заведение Сингапура в области научных инициатив. Наньянская бизнес-школа (Колледж бизнеса) предлагает программы, входящие в рейтинг первых 25 MBA-программ в мире. В университет также входят Колледж гуманитарных наук, искусств и общественных наук, и Школа Коммуникации и информации имени Ви Ким Ли.